# Soritinae
Soritinae es una subfamilia de foraminíferos bentónicos de la Familia Soritidae, de la Superfamilia Soritoidea, del Suborden Miliolina y del Orden Miliolida. Su rango cronoestratigráfico abarca desde el Ypresiense (Eoceno inferior) hasta la Actualidad.

## Clasificación
Soritinae incluye a los siguientes géneros:
- Amphisorus
- Marginopora
- Orbitolites †
- Sorites
- Praesorites
- Yaberinella †

Otros géneros considerados en Soritinae son:
- Bradyella, aceptado como Amphisorus
- Cyclopertorbitolites
- Discolites, aceptado como Orbitolites
- Discolithus †, de estatus incierto, considerado sinónimo posterior de Orbitolites
- Orbitulites †, de estatus incierto, considerado sinónimo posterior de Orbitolites
- Mardinella
- Taramellina, aceptado como Sorites